# Herluf Bidstrup
Herluf Bidstrup (10 de setembro de 1912 – 26 de dezembro de 1988) foi um desenhista e ilustrador dinamarquês.
Bidstrup esteve educado como pintor na Academia dinamarquesa Real de Belas artes e durante sua carreira ele desenhou mais de 5,000 historietas. Era um comunista muito preocupado com os assuntos internacionais de seu tempo e sátira social. Ainda assim, não todo seu trabalho revuelve ao redor de políticas e ideologia.

## Obra de arte
Bidstrup publicou seus primeiros desenhos em seu aniversário de 20 anos num diário dinamarquês notável, mas tinha exibido já na idade de 14 na exposição de arte de uns meninos em Copenhague.
Como comunista, Bidstrup desenhou muitas historietas sobre política internacional e temas sociais, bem como os assuntos relacionados aos efeitos de Segunda Guerra mundial.
Bidstrup viajava extensamente durante sua carreira, em particular nos países socialistas do Bloco Oriental, mais notavelmente Alemanha do Leste e a União soviética onde ele produció filmes animados e exibiu suas obras. Durante a ocupação alemã de Dinamarca em Segunda Guerra mundial vivia nos EE.UU., e nesse tempo era entre os mais populares artistas dinamarqueses sabidos no estrangeiro. Seus trabalhos são ainda muito populares em Rússia e Chinesa hoje.
Além de sua produção prolífica de historietas, Bidstrup também produziu cartazes e ilustrou livros, incluindo os livros dos meninos, material educativo e seu próprio travelogues. Seu livro "Kinarejse" (1956) sobre suas viagens em Chinesa tem sido traduzido em russo, chinês, alemão e inglês ("Herluf Bidstrup em Chinesa").
Algumas de suas obras de arte estão exibidas no Museu do Trabalhador em Copenhague.